# Charles Gazalet
Charles Gazalet foi o presidente da Federação Francesa de Ginástica. É devido a seu posicionamento e a de alguns ginastas favoráveis à realização de torneios internacionais, que criaram-se os Campeonatos Mundiais de Ginástica Artística. Faleceu antes de ver suas ideias se concretizarem, no ano de 1903, ao ser realizada a primeira edição do Mundial.